# Hits to the Head
Hits to the Head è la prima raccolta del gruppo musicale britannico Franz Ferdinand, pubblicata l'11 marzo 2022 dalla Domino Recording Company. L'uscita del disco è stata annunciata il 2 novembre 2021, in concomitanza con l'uscita del singolo Billy Goodbye.

## Tracce
Testi e musiche di Alex Kapranos e Nick McCarthy, eccetto dove indicato.
1. Darts of Pleasure – 3:00
2. Take Me Out – 3:59
3. The Dark of the Matinée – 4:05 (Bob Hardy, Alex Kapranos, Nick McCarthy)
4. Michael – 3:23
5. This Fire – 3:34
6. Do You Want To – 3:36 (Paul Thomson, Bob Hardy, Alex Kapranos, Nick McCarthy)
7. Walk Away (7" edit) – 3:28 (Paul Thomson, Bob Hardy, Alex Kapranos, Nick McCarthy)
8. The Fallen (7" edit) – 2:57
9. Outsiders – 3:37 (Paul Thomson, Bob Hardy, Alex Kapranos, Nick McCarthy)
10. Lucid Dreams – 3:44 (Paul Thomson, Bob Hardy, Alex Kapranos, Nick McCarthy)
11. Ulysses – 3:10 (Paul Thomson, Bob Hardy, Alex Kapranos, Nick McCarthy)
12. No You Girls – 3:22 (Paul Thomson, Bob Hardy, Alex Kapranos, Nick McCarthy)
13. Right Action – 2:56
14. Evil Eye – 2:46
15. Love Illumination – 3:45
16. Stand on the Horizon – 4:25
17. Always Ascending – 3:50 (Julian Corrie, Paul Thomson, Bob Hardy, Alex Kapranos)
18. Glimpse of Love – 3:13 (Julian Corrie, Paul Thomson, Bob Hardy, Alex Kapranos)
19. Curious – 2:49 (Alex Kapranos)
20. Billy Goodbye – 3:41 (Alex Kapranos)

## Classifiche
| Classifica (2022) | Posizione massima |
| ----------------- | ----------------- |
| Austria           | 15                |
| Belgio (Fiandre)  | 22                |
| Belgio (Vallonia) | 9                 |
| Francia           | 55                |
| Germania          | 9                 |
| Giappone          | 45                |
| Paesi Bassi       | 31                |
| Portogallo        | 10                |
| Regno Unito       | 7                 |
| Spagna            | 16                |
| Stati Uniti       | 42                |
| Svizzera          | 15                |